# Страшув (Лодзинське воєводство)
Страшув (пол. Straszów) — село в Польщі, у гміні Розпша Пйотрковського повіту Лодзинського воєводства.
Населення — 410 осіб (2011).
У 1975-1998 роках село належало до Пйотрковського воєводства.

## Демографія
Демографічна структура станом на 31 березня 2011 року:
|          | Загалом | Допрацездатний вік | Працездатний вік | Постпрацездатний вік |
| -------- | ------- | ------------------ | ---------------- | -------------------- |
| Чоловіки | 213     | 55                 | 135              | 23                   |
| Жінки    | 197     | 40                 | 108              | 49                   |
| Разом    | 410     | 95                 | 243              | 72                   |